# 松江新城
松江新城，位于上海市松江区，是上海市規劃的新市镇之一，
总体规划面积为158平方公里，涵盖中山、岳阳、永丰、方松等四个街道、车墩镇以及两翼的工业园区，
松江大学城正位于新城之中。

## 交通
东临上海地铁9号线松江新城站和松江大学城站。

### 公交
由松江公交营运的线路有100多条，其中有近一半经过新城区。

### 电车
松江新城内将新建有轨电车车站90座。
2014年下半年将建设有轨电车的前期工程。

## 经济、商业、旅游
松江新城国际生态商务区位于松江新城东部。
开元地中海商业广场位于松江新城核心商务区。

## 高等教育
上海外国语大学、东华大学、华东政法大学、上海对外贸易学院、上海立信会计学院、上海工程技术大学和上海视觉艺术学院等高等院校位于新城区之中。